# Gresham (Wisconsin)
Gresham é uma vila localizada no estado norte-americano de Wisconsin, no Condado de Shawano.

## Demografia
Segundo o censo norte-americano de 2000, a sua população era de 575 habitantes.
Em 2006, foi estimada uma população de 573, um decréscimo de 2 (-0.3%).

## Geografia
De acordo com o United States Census Bureau tem uma área de
3,3 km², dos quais 3,0 km² cobertos por terra e 0,3 km² cobertos por água. Gresham localiza-se a aproximadamente 275 m acima do nível do mar.

## Localidades na vizinhança
O diagrama seguinte representa as localidades num raio de 16 km ao redor de Gresham.